# Qays Shayesteh
Qays Shayesteh (Cabul, 22 de março de 1988) é um futebolista afegão naturalizado holandês que joga como meio-campista. Atualmente, defende o GVV Eilermark, clube amador dos Países Baixos.

## Carreira
Revelado pelo FC Twente, nunca chegou a atuar pelo time principal dos Tukkers, onde permaneceu até 2008, ano em que iniciou sua carreira profissional Heracles Almelo, pelo qual disputou apenas 7 jogos até 2010.
Passou ainda por Veendam, Emmen, VV Glanerbrug, DETO Twenterand e GVV Eilermark, sua atual equipe.

## Carreira internacional
Shayesteh, que chegou a disputar 3 jogos pela seleção Sub-19 dos Países Baixos, optou em atuar pelo Afeganistão, seu país natal, em 2011. O meio-campista disputou 5 jogos pela seleção asiática, não tendo feito nenhum gol.

## Títulos
GVV Eilermark
- Derde Klasse: 1 (2018–19)